# Pays Loire Beauce
Le Pays Loire Beauce est un Pôle d'équilibre territorial et rural (PETR) situé en région Centre-Val de Loire, à la fois sur le département du Loiret et du Loir-et-Cher.

## Historique
- Avril 1997 : création du syndicat intercommunal du Pays Loire Beauce
- 11 octobre 2002 : le syndicat mixte du Pays Loire Beauce remplace le syndicat intercommunal
- 12 mai 2017 : le PETR Pays Loire Beauce remplace le syndicat mixte

## Composition
Le PETR Pays Loire Beauce est composé de deux communautés (Beauce Loirétaine et Terres du Val de Loire), 48 communes pour 66 000 habitants.
Le Pays Loire Beauce est constitué de :
- un comité syndical : assemblée délibérante du PETR. Chaque communauté de communes désigne 31 délégués titulaires et 31 délégués suppléants. Ainsi le comité syndical du Pays Loire Beauce est composé de 62 membres titulaires et de 62 membres suppléants.

- un bureau : instance exécutive du pays. Il est composé :
  - d’un président (Frédéric Cuillerier, maire de Saint-Ay ; coprésident de la commission transport, mobilité, voirie à l'Association des Maires de France)
  - de 7 vice-présidents : Sébastien Rojo (Adjoint à Patay) ; Elisabeth Manchec (Maire de Coulmiers) ; Dominique Lorcet (Elu à Chevilly, Vice-président de TOPOS) ; Laurence Chevolot (Adjointe à Artenay) ;  Jean Pierre Durand (Maire de Chaingy ; Président de la Communauté de Communes des Terres du Val de Loire) ; Yves Froissart (Adjoint à Beaugency) ; Bertrand Hauchecorne (Maire de Mareau-aux-Prés ; secrétaire général adjoint de l'Association des Maires de France).
  - d’un secrétaire : Anita Benier (maire de Baccon)
  - de 9 membres : Muriel Bataille (Maire de Tournoisis) ; Thierry Bracquemond (Maire de Huêtre ; Président de la Communauté de Communes de la Beauce Loirétaine ; Conseiller départemental du Loiret) ; Annick Buisson (Adjointe à Gidy) ; Edith Chardon (Adjointe à Tavers) ; Gérard Corgnac (Maire de Cléry-St-André) ; Marie-Paule Duminil (Adjointe à Cercottes) ; Bernard Espugna (Maire de Beauce-la-Romaine) ; Patrick Echegut (Maire de Baule) et Bruno Vivier (Maire de Charsonville).

Le PETR anime le Conseil de développement territoriale (mutualisé avec les deux communautés de communes). Institué en 2003, celui-ci associe la « société civile » aux réflexions du pays. Le conseil de développement n'a pas de personnalité juridique propre, il dépend du syndicat. Ses membres sont issus des milieux associatifs, économiques, culturels et sociaux ou en tant qu'habitants du territoire. Ce sont des personnes qualifiées, impliquées dans l'aménagement et le développement du pays, issues de différents secteurs : économie, social, culturel, environnement, tourisme... Ils sont en place pour une durée de 3 ans.

## Compétences
Conformément à l'article L. 5741-2 du CGCT, le PETR a vocation à élaborer le projet de territoire applicable sur le périmètre des établissements publics de coopération intercommunale membres, et à participer à sa mise en œuvre. Le PETR Pays Loire Beauce élabore un projet de territoire pour le compte et en partenariat avec les EPCI qui le composent. Le projet de territoire définit les conditions du développement économique, écologique, culturel et social dans le périmètre du PETR. Il précise les actions en matière de développement économique, d’aménagement de l’espace et de promotion de la transition écologique qui sont conduites soit par les EPCI à fiscalité propre membres, soit en leur nom et pour leur compte, par le PETR.
Le projet de territoire décline quatre ambitions :
- l'aménagement de l’espace : SCoT, études stratégiques, dialogue avec les partenaires, etc.
- la transition écologique et énergétique : Plan Climat Air Energie Territorial (PCAET), Contrat d'objectif territorial pour les énergies renouvelables thermiques (COT ENR), programme LIFE let's go for climate, stratégie biodiversité, projet alimentaire de territoire (PAT), etc.
- la solidarité du territoire : conseil de développement, Contrat local de santé (le cas échéant)
- les actions transversales : Contrat Régional de Solidarité Territoriale (CRST) 2023-2029, programme LEADER 2023-2027, Contrat pour la réussite de la transition écologique (CRTE), etc.